# Budieni
Budieni – wieś w Rumunii, w okręgu Gorj, w gminie Scoarța. W 2011 roku liczyła 768 mieszkańców.